# Germano Longo
Germano Longo, all'anagrafe Mario Longo (Poggiardo, 24 maggio 1933 – Roma, 14 luglio 2022), è stato un attore e doppiatore italiano.
In ambito cinematografico è stato accreditato anche con gli pseudonimi di Herman Lang e Grant Laramy.

## Biografia
Allievo del Centro sperimentale di cinematografia di Roma, si diplomò nel 1955.
Fu attivo nei fotoromanzi pubblicati su periodici, come Sogno e Luna Park fra gli anni cinquanta e gli anni ottanta, interpretando tra l'altro Adios, Lolita di Dante Guardamagna, con  Mimma Di Terlizzi, Marco Guglielmi, Claudia De Rossi (I romanzi di Sogno, n.138, 1⁰ giugno 1962).
Interprete spesso di b-movie western e storico-peplum, divenne tuttavia conosciuto anche per interpretazioni di rilievo, come ad esempio quelle fornite nello sceneggiato televisivo Orlando furioso, per la regia di Luca Ronconi (1974), nel ruolo di Oberto, che nella versione teatrale era interpretato da Maurizio Merli, e nel film I girasoli (1970), dove fu diretto da Vittorio De Sica.
Nel doppiaggio prestò, tra l'altro, la voce allo stregone Yen Sid nella saga di Epic Mickey.
Era padre della doppiatrice Germana Longo e nonno del doppiatore Emanuele Serofilli.

## Doppiaggio

### Film
- Jack Hawkins ne La rosa nera (ridoppiaggio)
- Brian Keith in Yakuza
- Federico Luppi in Neve nera

### Serie televisive
- Richard Anderson ne L'uomo da sei milioni di dollari
- Richard Long ne La grande vallata
- Nicholas Courtney in Doctor Who

### Film d'animazione
- Mamoo in Lupin III - La pietra della saggezza (1° doppiaggio)
- Narratore in Fantasia (doppiaggio del 1986)

### Serie animate
- Fumè in Grisù il draghetto
- Daisuke Jigen ne Le avventure di Lupin III (1° doppiaggio)
- Signor Marlows in Occhi di gatto
- Comandante Gandal in UFO Robot Goldrake

### Videogiochi
- Yen Sid in Epic Mickey - La leggendaria sfida di Topolino[1] e Epic Mickey 2: L'avventura di Topolino e Oswald[2]

## Filmografia parziale

### Cinema
- Divisione Folgore, regia di Duilio Coletti (1954)
- La grande savana, regia di Elia Marcelli (1955)
- Sigfrido, regia di Giacomo Gentilomo (1957)
- Afrodite, dea dell'amore, regia di Mario Bonnard (1958)
- Il pirata dello sparviero nero, regia di Sergio Grieco (1958)
- La zia d'America va a sciare, regia di Roberto Bianchi Montero (1958)
- Il terribile Teodoro, regia di Roberto Bianchi Montero (1959)
- Le notti di Lucrezia Borgia, regia di Sergio Grieco (1959)
- Juke box - Urli d'amore, regia di Mauro Morassi (1959)
- I mafiosi, regia di Roberto Mauri (1959)
- Le avventure di Mary Read, regia di Umberto Lenzi (1961)
- Romolo e Remo, regia di Sergio Corbucci (1961)
- Il terrore dei mari, regia di Domenico Paolella (1961)
- Pastasciutta nel deserto, regia di Carlo Ludovico Bragaglia (1961)
- Io, Semiramide, regia di Primo Zeglio (1962)
- La vendetta di Spartacus, regia di Michele Lupo (1964)
- Adiós gringo, regia di Giorgio Stegani (1965)
- La lama nel corpo, regia di Elio Scardamaglia (1966)
- Vendo cara la pelle, regia di Ettore Maria Fizzarotti (1968)
- L'urlo, regia di Tinto Brass (1968)
- Tenderly, regia di Franco Brusati (1968)
- Quarta parete, regia di Adriano Bolzoni (1968)
- Kidnapping! Paga o uccidiamo tuo figlio, regia di Alberto Cardone (1969)
- I girasoli, regia di Vittorio De Sica (1970)
- Amore amaro, regia di Florestano Vancini (1974)
- Permettete signora che ami vostra figlia?, regia di Gian Luigi Polidoro (1974)
- Extra, regia di Daniele D'Anza (1976)
- Una vita venduta, regia di Aldo Florio (1976)
- ...e noi non faremo karakiri, regia di Francesco Longo (1981)
- Tutto tutto niente niente, regia di Giulio Manfredonia (2012)

## Televisione
- La figlia del capitano, regia di Leonardo Cortese – miniserie TV (1965)
- Le avventure di Laura Storm – serie TV, episodio Un cappotto di mogano per Joe (1965)
- Le inchieste del commissario Maigret – serie TV, episodi L'affare Picpus e La vecchia signora di Bayeux (1965-1966)
- Luisa Sanfelice, regia di Leonardo Cortese – miniserie TV (1966)
- Il complotto di luglio, regia di Vittorio Cottafavi – film TV (1967)
- Nero Wolfe – serie TV, episodio Circuito chiuso (1969)
- Qui squadra mobile – serie TV 1973, episodio Il saltafossi (1973)
- La vita di Leonardo da Vinci, regia di Renato Castellani – miniserie TV (1971)
- E le stelle stanno a guardare, regia di Anton Giulio Majano – miniserie TV (1971)
- La visita della vecchia signora di Friedrich Dürrenmatt, regia di Mario Landi, trasmessa il 30 novembre del 1973.
- Orlando Furioso di Ludovico Ariosto, regia di Luca Ronconi – miniserie TV (1975)
- Nel silenzio della notte (1977)
- L'eredità della priora, regia di Anton Giulio Majano – miniserie TV (1980)